# Адміністративний устрій Зарічненського району
Адміністративний устрій Зарічненського району — адміністративно-територіальний поділ Зарічненського району Рівненської області на 1 селищну та 16 сільських рад, які об'єднують 51 населений пункт та підпорядковані Зарічненській районній раді. Адміністративний центр — смт Зарічне.

## Сучасний устрій району
| №  | Назва                            | Центр             | Населені пункти | Площа км² | Місце за площею | Населення (2001), чол. | Місце за населенням | Розташування |
| -- | -------------------------------- | ----------------- | --- | --------- | --------------- | ---------------------- | ------------------- | ------------ |
| 1  | Локницька сільська громада       | с. Локниця        | с. Дідівка с. Задовже с. Заозер'я с. Котира с. Кутин с. Кутинок с. Кухче с. Локниця с. Любинь с. Млин с. Нобель с. Новосілля с. Радове с. Храпин |           |                 |                        |                     |              |
| 2  | Зарічненська селищна рада        | смт Зарічне       | смт Зарічне с. Іванчиці с. Чернин |           |                 |                        |                     |              |
| 3  | Борівська сільська рада          | с. Борове         | с. Борове с. Лисичин с. Млинок |           |                 |                        |                     |              |
| 4  | Вичівська сільська рада          | с. Вичівка        | с. Вичівка с. Бродниця с. Бутове |           |                 |                        |                     |              |
| 5  | Дібрівська сільська рада         | c. Дібрівськ      | c. Дібрівськ с. Вовчиці с. Зелена Діброва |           |                 |                        |                     |              |
| 6  | Кухітсько-Вільська сільська рада | c. Кухітська Воля | c. Кухітська Воля с. Ждань с. Острівськ |           |                 |                        |                     |              |
| 7  | Морочненська сільська рада       | c. Морочне        | c. Морочне с. Мутвиця |           |                 |                        |                     |              |
| 8  | Неньковицька сільська рада       | c. Неньковичі     | c. Неньковичі с. Комори |           |                 |                        |                     |              |
| 9  | Новорічицька сільська рада       | c. Новорічиця     | c. Новорічиця с. Голубне |           |                 |                        |                     |              |
| 10 | Омитська сільська рада           | c. Омит           | c. Омит с. Гориничі с. Ниговищі |           |                 |                        |                     |              |
| 11 | Перекальська сільська рада       | c. Перекалля      | c. Перекалля с. Річки с. Тиховиж |           |                 |                        |                     |              |
| 12 | Річицька сільська рада           | c. Річиця         | c. Річиця с. Коник с. Привітівка |           |                 |                        |                     |              |
| 13 | Сенчицька сільська рада          | c. Сенчиці        | c. Сенчиці с. Дубчиці с. Прикладники |           |                 |                        |                     |              |
| 14 | Серницька сільська рада          | c. Серники        | c. Серники с. Бір с. Олександрове с. Соломир |           |                 |                        |                     |              |

## Перелік рад, що припинили існування від початку реформи (з 2015 року)
| № | Назва                    | Центр      | Населені пункти                                      | Площа км² | Місце за площею | Населення (2001), чол. | Місце за населенням | Розташування |
| - | ------------------------ | ---------- | ---------------------------------------------------- | --------- | --------------- | ---------------------- | ------------------- | ------------ |
| 1 | Кутинська сільська рада  | c. Кутин   | c. Кутин с. Задовже с. Заозер'я с. Кутинок с. Любинь |           |                 |                        |                     |              |
| 2 | Кухченська сільська рада | c. Кухче   | c. Кухче с. Новосілля с. Радове                      |           |                 |                        |                     |              |
| 3 | Локницька сільська рада  | c. Локниця | c. Локниця с. Храпин                                 |           |                 |                        |                     |              |
| 4 | Нобельська сільська рада | c. Нобель  | c. Нобель с. Дідівка с. Котира с. Млин               |           |                 |                        |                     |              |

* Примітки: м. — місто, с-ще — селище, смт — селище міського типу, с. — село